# Canton de Villefranche-sur-Mer
Pour les articles homonymes, voir Canton de Villefranche.
Le canton de Villefranche-sur-Mer est une ancienne division administrative française, située dans le département des Alpes-Maritimes et la région Provence-Alpes-Côte d'Azur. Depuis la réforme de 2014 ses communes sont incluses dans le canton de Beausoleil.

## Composition
Le canton de Villefranche-sur-Mer regroupait les communes suivantes :
| Nom                              | Code Insee | Intercommunalité           | Population (dernière pop. légale) |
| -------------------------------- | ---------- | -------------------------- | --------------------------------- |
| Villefranche-sur-Mer (chef-lieu) | 06159      | Métropole Nice Côte d'Azur | 5 219 (2014)                      |
| Cap-d'Ail                        | 06032      | Métropole Nice Côte d'Azur | 4 711 (2014)                      |
| Beaulieu-sur-Mer                 | 06011      | Métropole Nice Côte d'Azur | 3 745 (2014)                      |
| Saint-Jean-Cap-Ferrat            | 06121      | Métropole Nice Côte d'Azur | 1 645 (2014)                      |
| La Turbie                        | 06150      | CA de la Riviera française | 3 146 (2014)                      |
| Èze                              | 06059      | Métropole Nice Côte d'Azur | 2 435 (2014)                      |

## Représentation

### conseillers généraux de 1861 à 2015
| 1861 | 1902 (décès)              | Désiré Pollonnais     | Républicain                       | Propriétaire Maire de Villefranche-sur-Mer (1872-1900)                                                        |  |  |  |  |
| 1902 | 1922 (décès)              | Dominique Durandy     | Radical puis RG                   | Avocat et journaliste, Sigale                                                                                 |  |  |  |  |
| 1922 | 1928                      | François Arago        | Entente républicaine démocratique | Ministre plénipotentiaire Député (1903-1910 et 1914-1924) Vice-président de la Chambre des députés            |  |  |  |  |
| 1928 | 1941 (démission d'office) | Comte François de May | Rad.ind.                          | Maire de Beaulieu-sur-Mer (1928-1940 et 1947-1959) Révoqué par le Gouvernement de Vichy                       |  |  |  |  |
|      |                           |                       |                                   | |  |  |  |  |
| 1943 | 1945                      | Roger Vilarel         |                                   | Juge de paix Maire de Villefranche-sur-Mer (1942-1944) Nommé conseiller départemental en 1943                 |  |  |  |  |
|      |                           |                       |                                   | |  |  |  |  |
| 1945 | 1949                      | Jean Favre            | SFIO                              | Employé à Radio-Nice PTT Maire de La Turbie (1945-1983)                                                       |  |  |  |  |
| 1949 | 1961                      | François de May       | RPF puis UNR                      | Promoteur, ancien résistant Maire de Beaulieu-sur-Mer (1947-1959)                                             |  |  |  |  |
| 1961 | 1967                      | Philippe Orengo       | SE                                | Avocat Maire de Saint-Jean-Cap-Ferrat (1959-1977)                                                             |  |  |  |  |
| 1967 | 1985                      | Fernand Dunan         | DVD                               | Chef de bureau à la mairie de Nice Maire de Beaulieu-sur-Mer (1959-1989)                                      |  |  |  |  |
| 1985 | 2011                      | René Vestri           | RPR puis UMP                      | Entrepreneur de travaux publics Sénateur (2008-2013) Maire de Saint-Jean-Cap-Ferrat (1983-2013)               |  |  |  |  |
| 2011 | 2015                      | Xavier Beck           | UMP                               | Avocat Député (1995-1997) Maire de Cap-d'Ail (depuis 1995) Suppléant du député Jean-Claude Guibal (2012-2017) |  |  |  |  |

### Conseillers d'arrondissement (de 1861 à 1940)
| av. 1869 | 1871 | Baron Policarpe Ignace Georges de Brès de Sainte-Félicité (1799-1876) |              | Officier supérieur en retraite à Villefranche                                                                  |
| 1871 |      | Charles Joseph Mansueti (1819-1895)                                   | Conservateur | Médecin à Nice                                                                                                 |
| |      |                                                                       |              | |
| 1907 | 1913 | Charles de Foresta                                                    |              | Commis principal de troisième classe, Villefranche                                                             |
| 1913 | 1919 | M. Baruch                                                             |              | |
| 1919 | 1922 | M. Rossi                                                              |              | |
| 1922 | 1931 | Auguste Maïcon                                                        |              | Aviateur Conseiller municipal de Villefranche-sur-Mer                                                          |
| 1931 | 1940 | Paul Bailet (1874-1947)                                               | Droite PPF   | Entrepreneur de transports à Villefranche, directeur de l'agence Havas de Nice, administrateur du Petit Niçois |
| Les conseils d'arrondissement ont été suspendus par la loi du 12 octobre 1940 et n'ont jamais été réactivés |      |                                                                       |              | |

## Démographie
| 1990   | 1999   | 2006   | 2011   | 2012   |
| ------ | ------ | ------ | ------ | ------ |
| 24 255 | 22 465 | 23 470 | 21 813 | 21 551 |